# هیز مک‌آرتور
هی مک‌آرتور (انگلیسی: Hayes MacArthur؛ زادهٔ ۱۶ آوریل ۱۹۷۷) یک هنرپیشه اهل ایالات متحده آمریکا است. وی از سال ۲۰۰۳ میلادی تاکنون مشغول فعالیت بوده‌است.
از فیلم‌ها یا برنامه‌های تلویزیونی که وی در آن نقش داشته است می‌توان به نقشه بازی، او از سطح من بالاتر است ، زندگی که ما میشناسیم، کارمان تمام شده؟، زنان ازدواج‌نکرده اشاره کرد.